# Транспорт Ватикану
Транспорт Ватикану представлений автомобільним , залізничним  і повітряним , але головний засіб переміщення територією країни-музею — піший. Площа країни дорівнює 0,4 км² (257-ме місце у світі). Форма території країни — компактна, полігональна, трохи витягнута в субширотному напрямку, анклав у центрі столиці Італії — місті Римі; максимальна дистанція з півночі на південь — 1,0 км, зі сходу на захід — 0,8 км. Географічне і політичне положення Ватикану не дозволяє жодним чином контролювати жодних транспортних шляхів, навіть у межах міста, кордони країни, окрім площі Святого Петра, огорожені мурами.

## Автомобільний

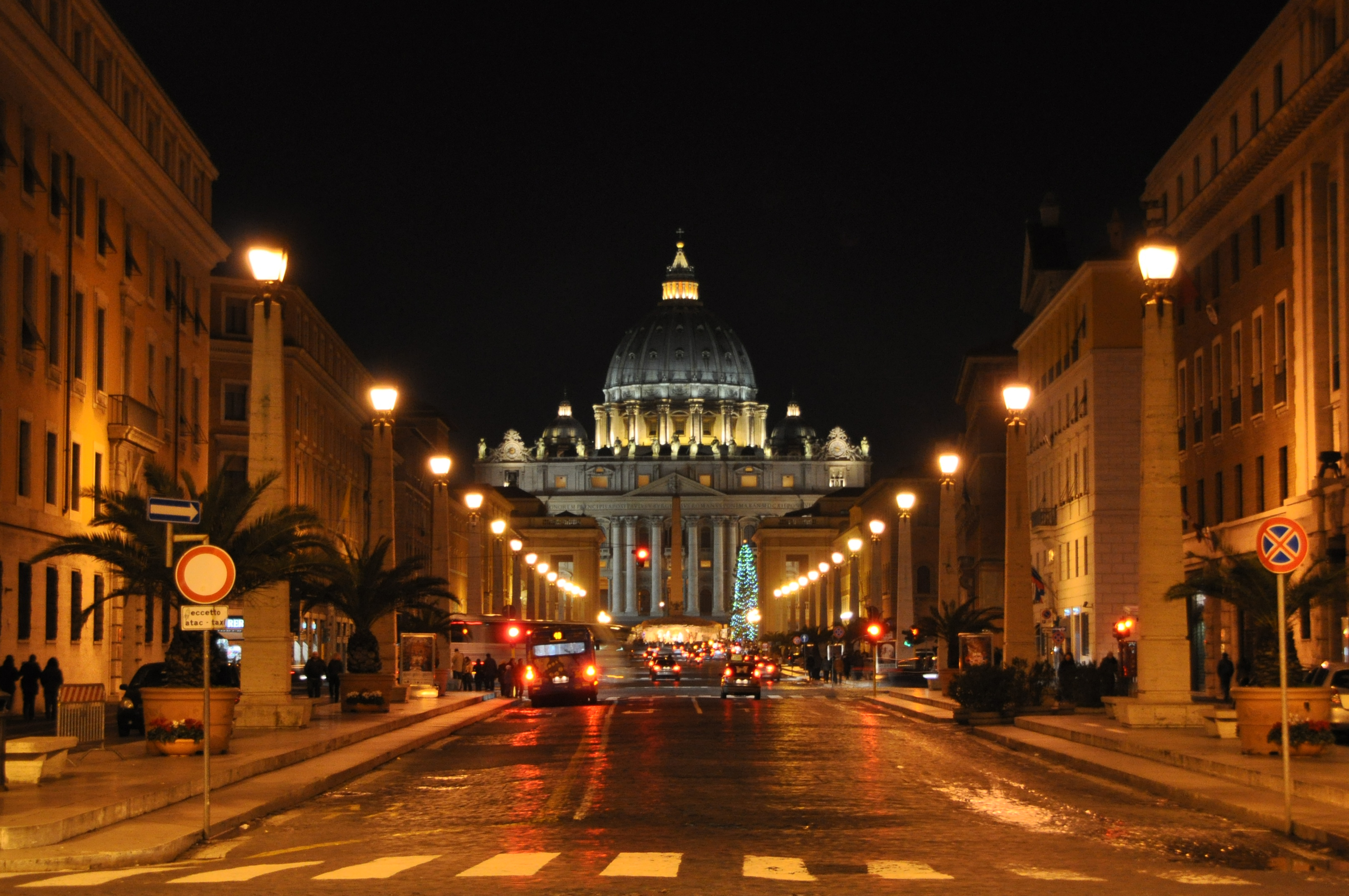
Віа делла Кончиліацьоне вночі
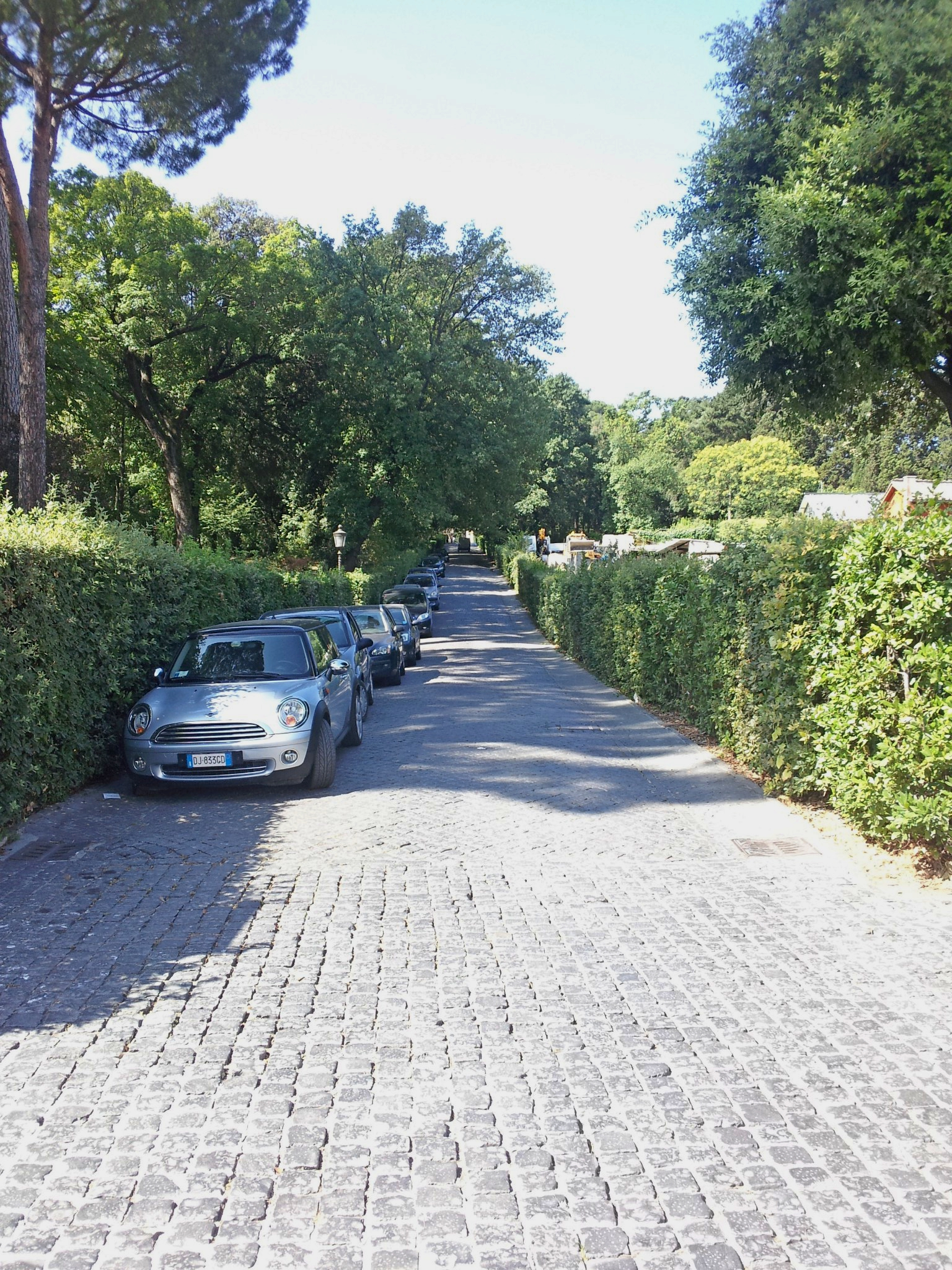
Віале-дель-Боско
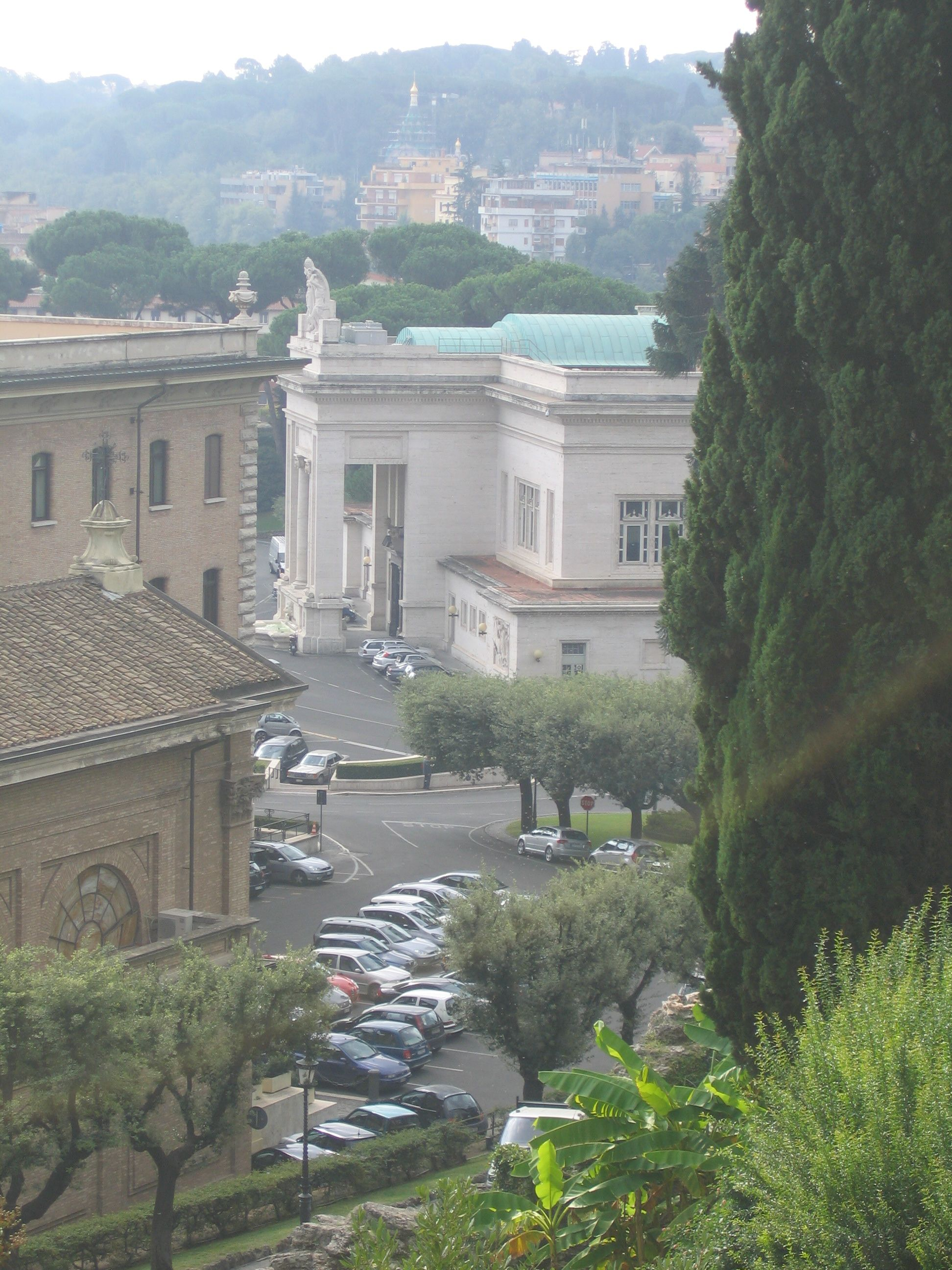
Автостоянка поблизу каплиці Санта-Марії
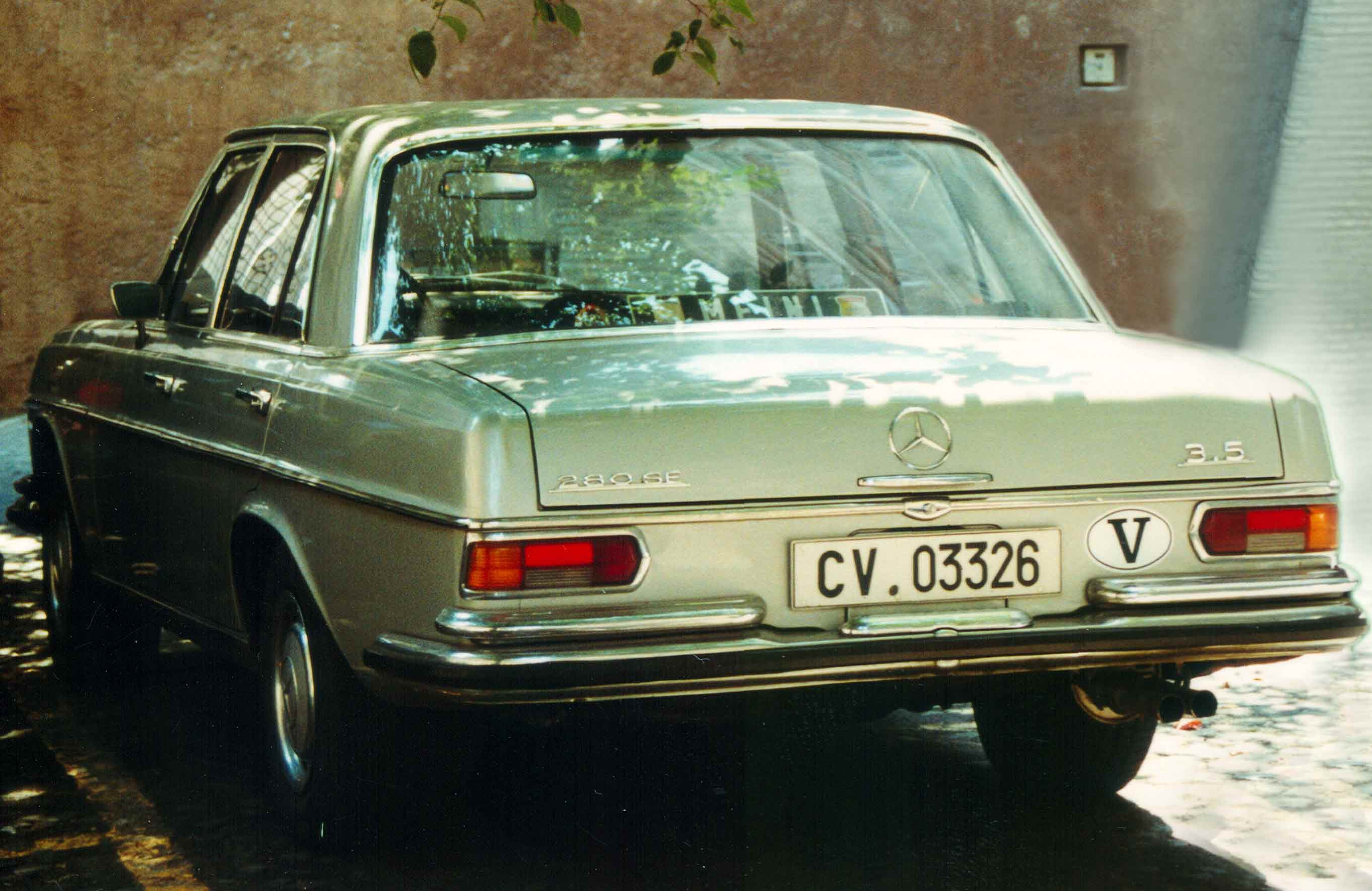
Номерні знаки Ватикану
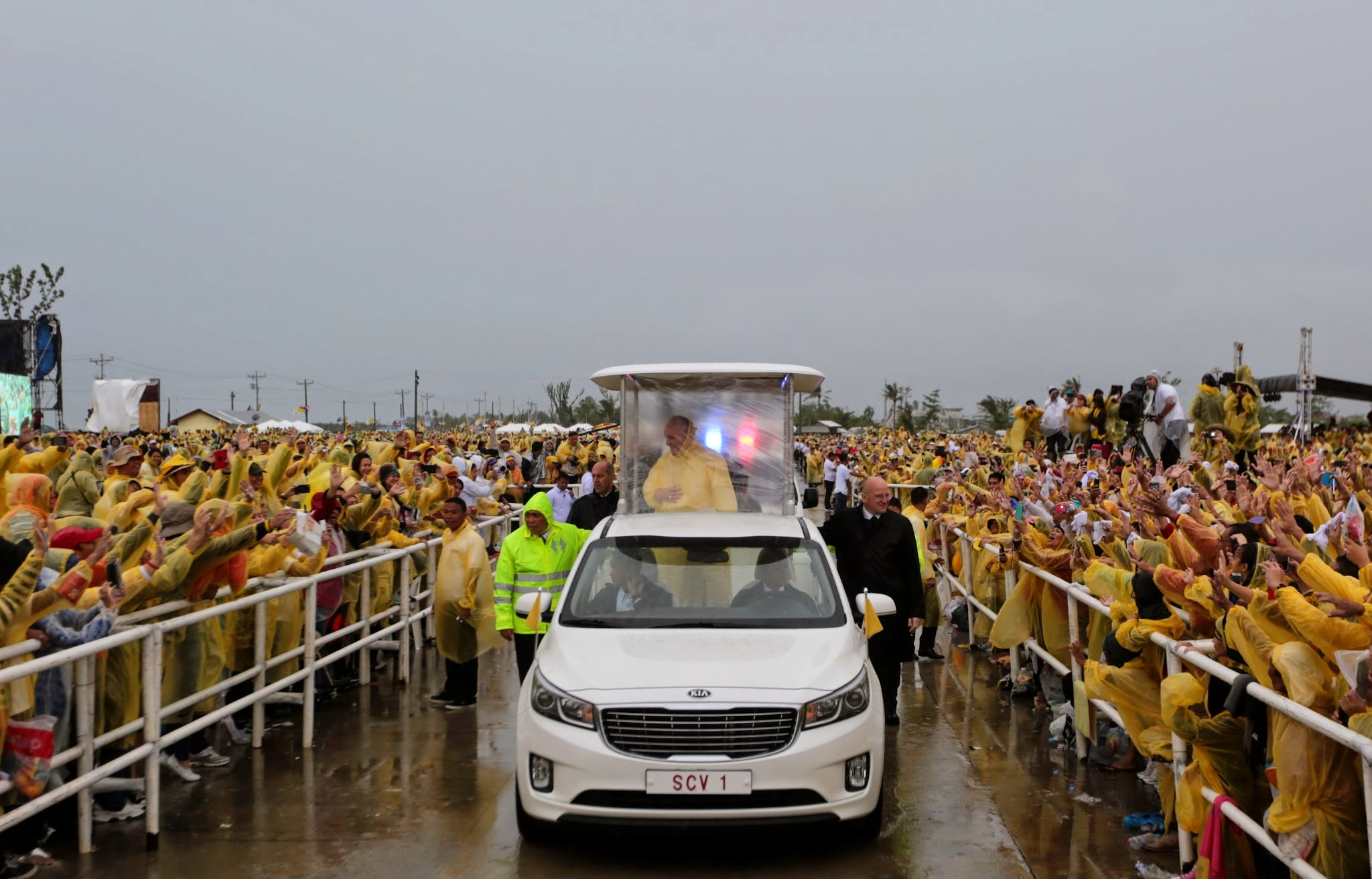
Папамобіль Папи Римського Франциска, 2015 рік

## Залізничний
Загальна довжина Ватиканської залізниці (лат. Ferrovia Vaticana) становить 852 метри, вона сполучає станцію біля Собору Святого Петра з основною залізницею Італії.

Карта-схема залізничної мережі країни
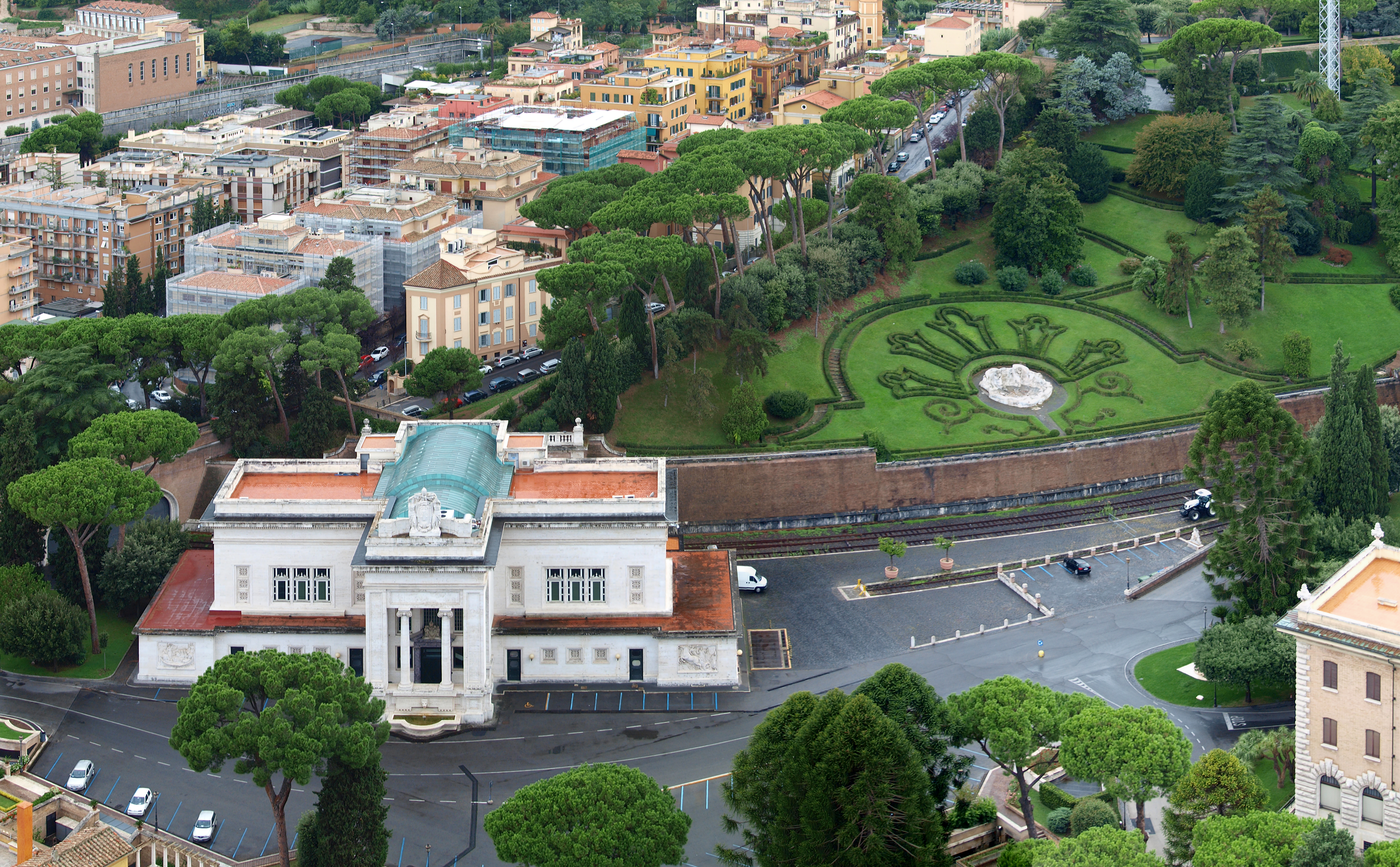
Ватиканський залізничний вокзал
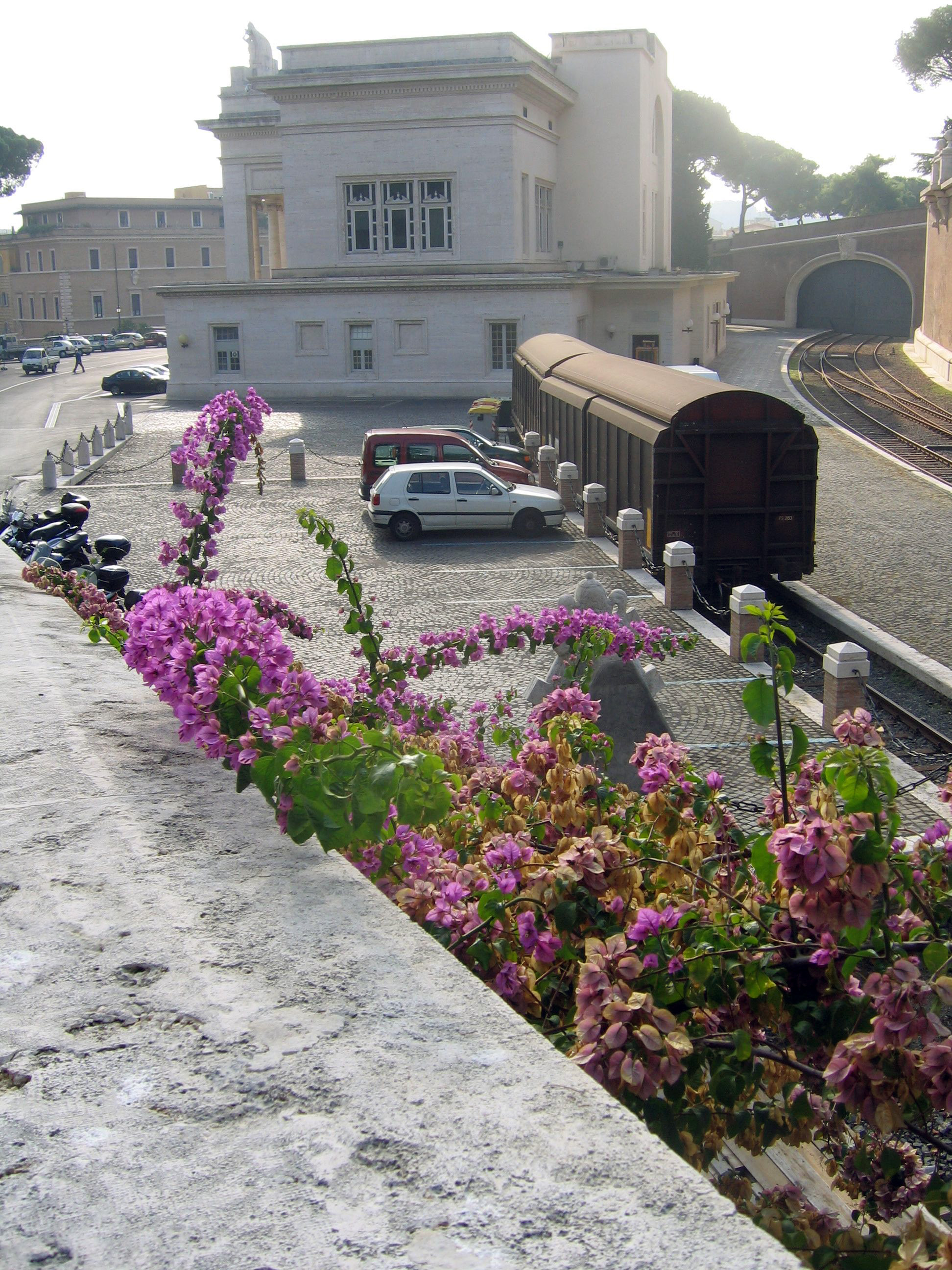
Вантажний перон
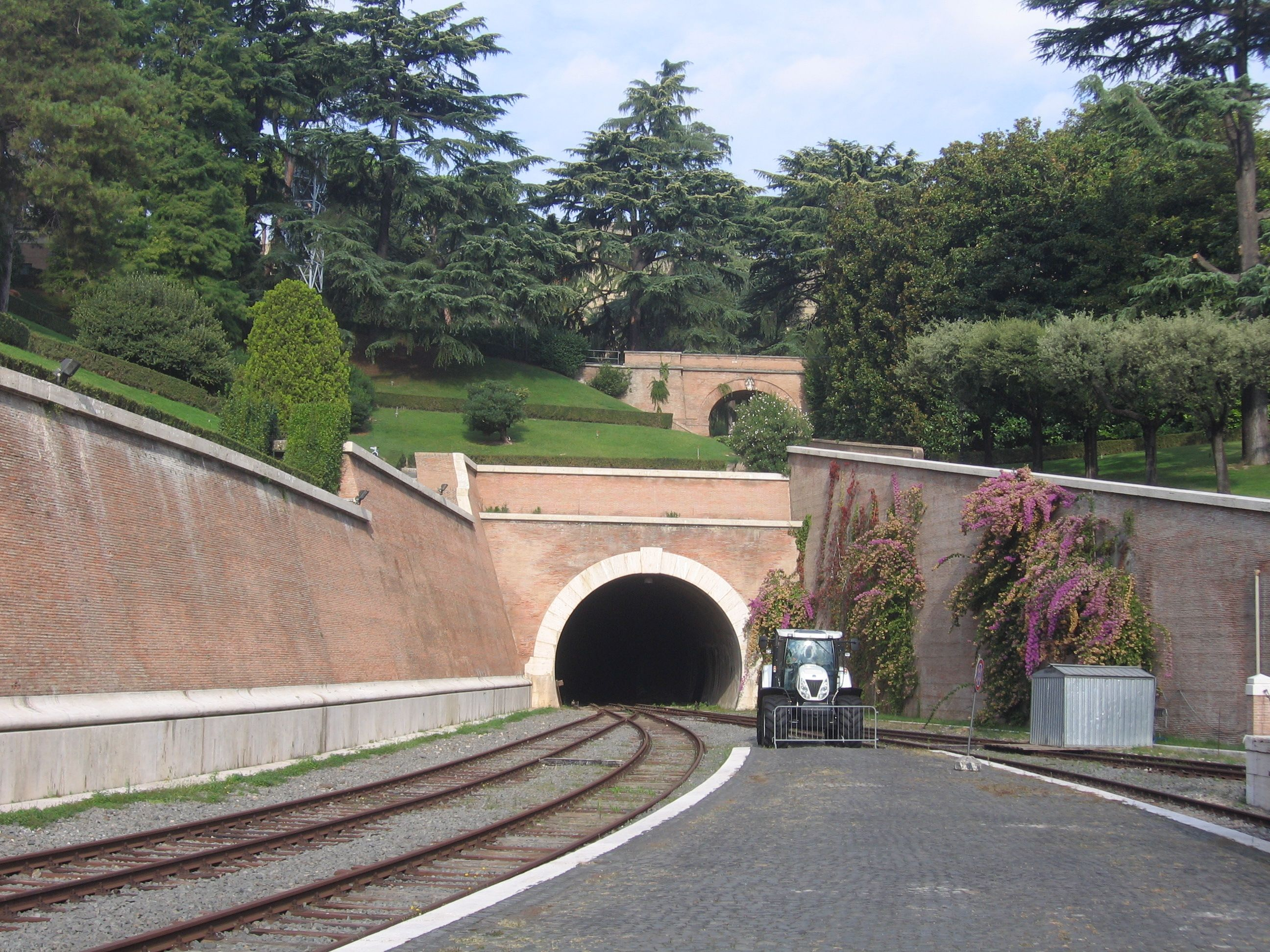
Ватиканський залізничний тунель
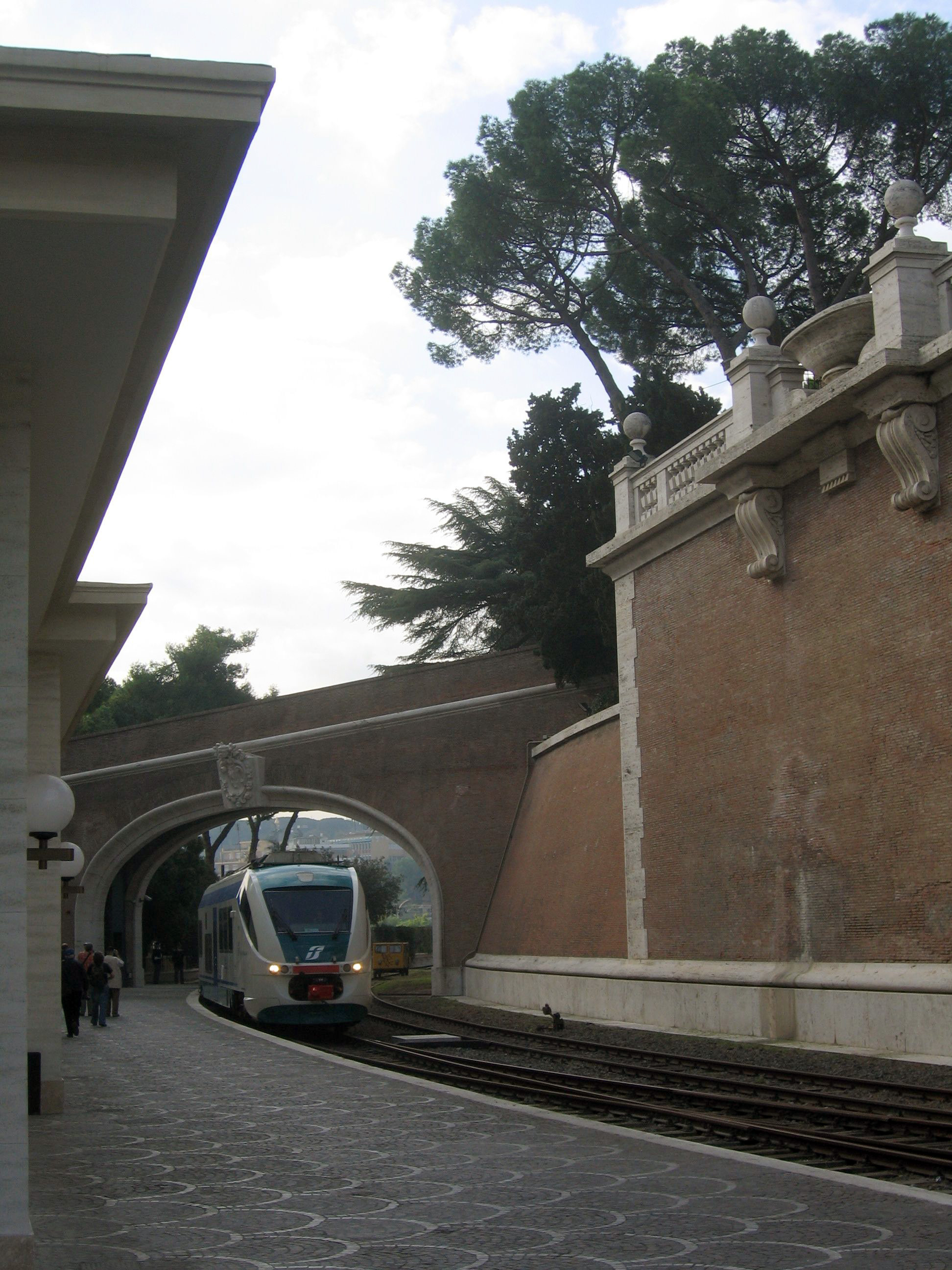
В'їзна брама Ватиканського вокзалу

## Повітряний
Через обмеженість власної території Ватикан не має власних аеропортів — для міжнародного сполучення використовуються найближчі аеропорти Риму — імені Леонардо да Вінчі (LIRF) у Фіумічіно та імені Джованні Баттисти Пастине (LIRA) у Чампіно. Заради швидкого повітряного сполучення і щоб не залежати від римських автомобільних корків, споруджено цивільний гелікоптерний майданчик з асфальтованим покриттям — Ватиканський геліпорт (лат. Portus Helicopteror). Геліпорт знаходиться на південному заході Ватикану на крайньому західному бастіоні Ватиканської стіни (лат. Bastione Paolo VI). Будівництво Ватиканського геліпорту було розпочато за наказом папи Павла VI, відкрито 1976 року. Для потреби Ватикану в кожному з аеропортів Риму знаходиться в постійній готовності один із літаків італійських військово-повітряних сил. Улітку Папа Римський добирається гвинтокрилом до своєї літньої резиденції в Кастель Гандольфо, що на Альбанському озері. Ватиканським геліпортом користуються також іноземні голови держав, що прибувають у Ватикан із офіційними візитами.

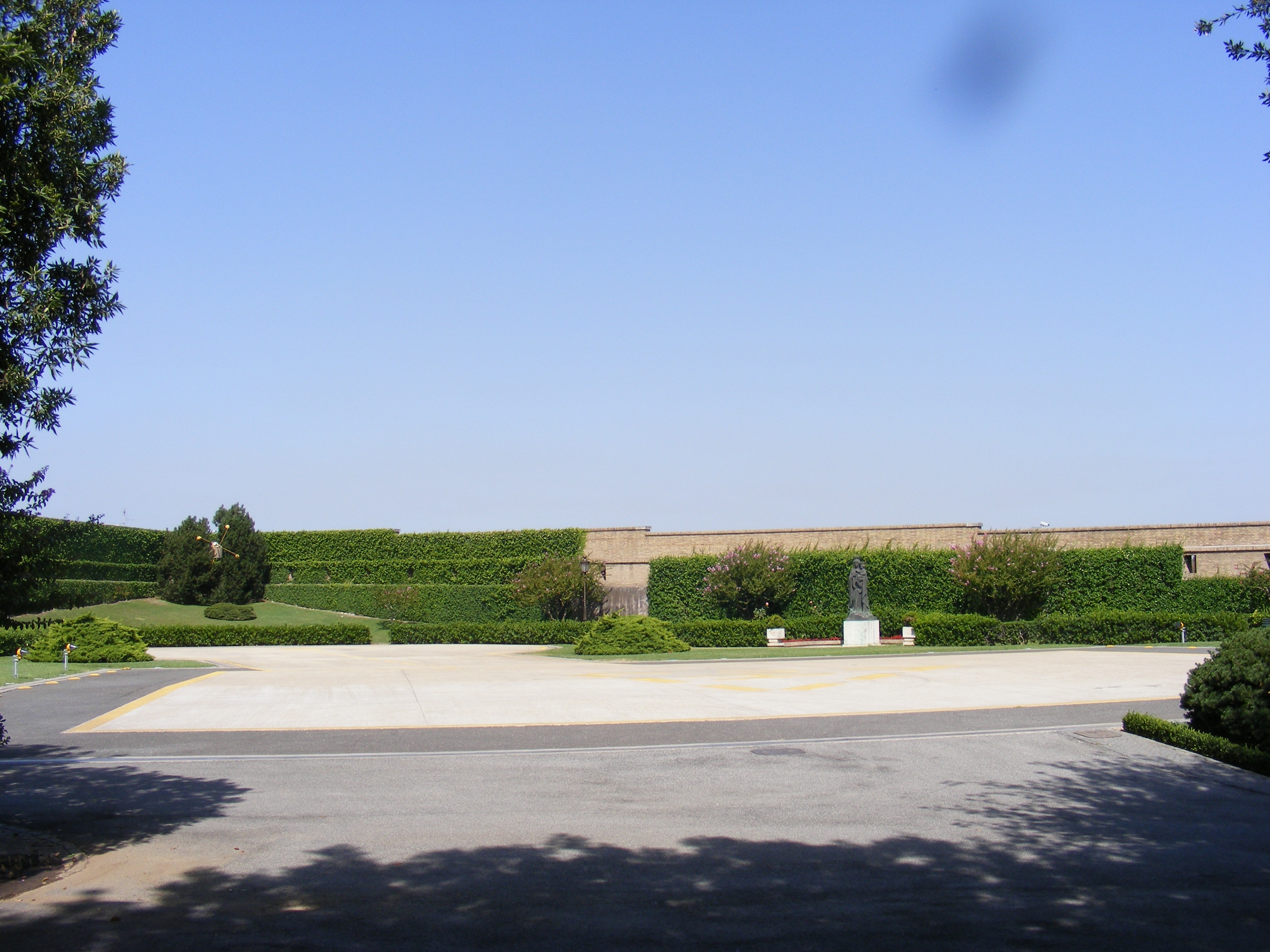
Ватиканський геліпорт
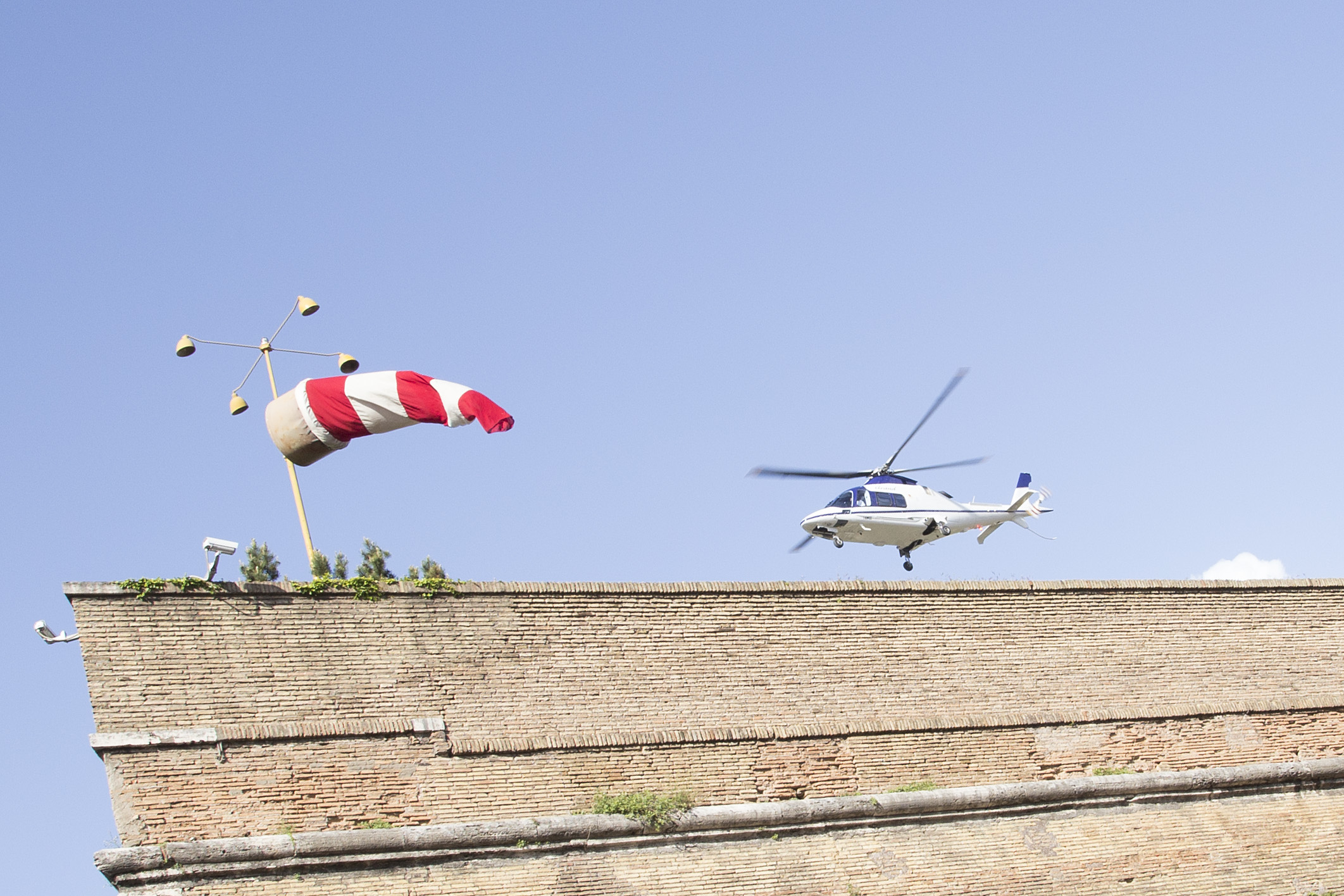
Гелікоптер Папи Римського
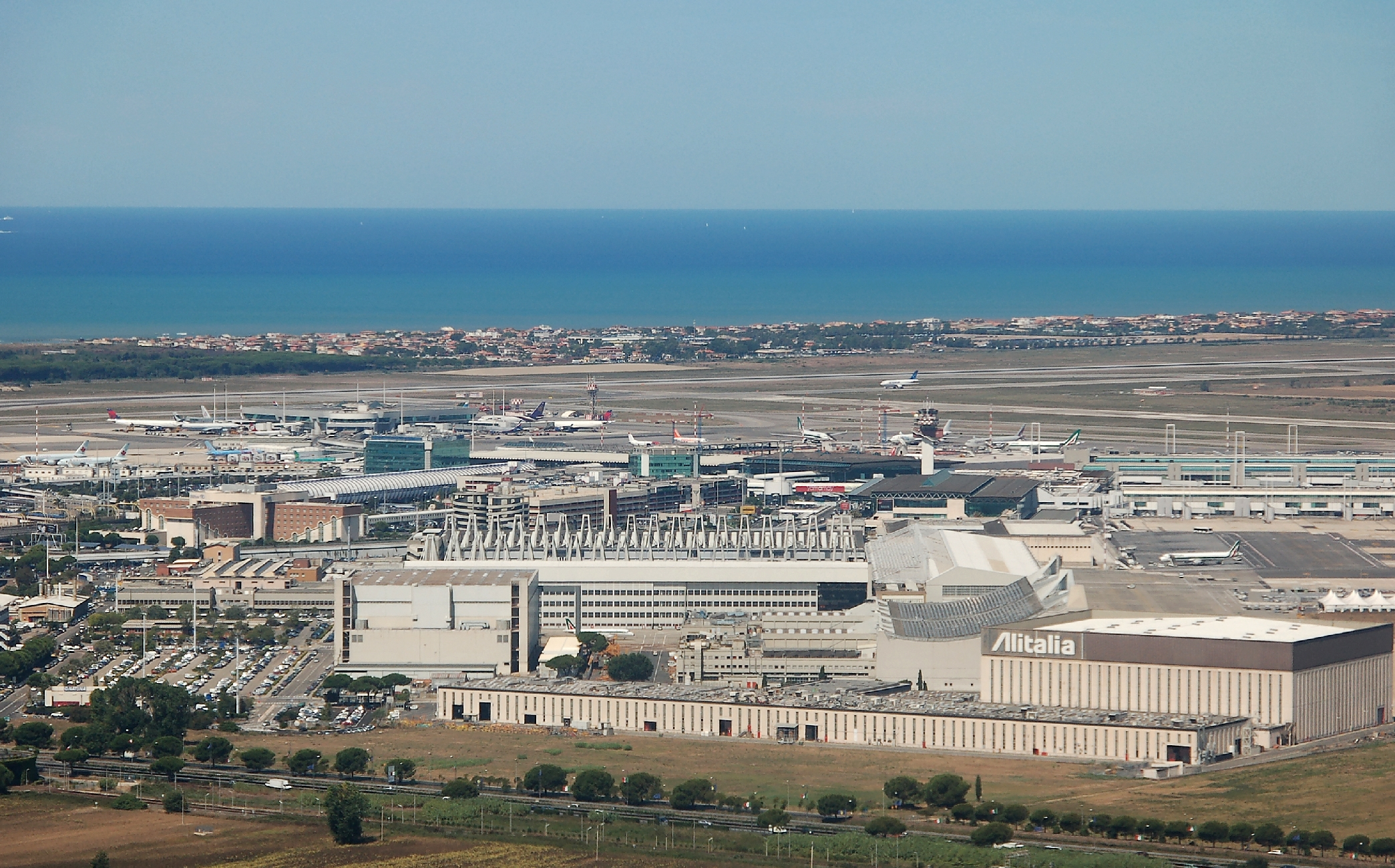
Аеропорт у Фіумічіно
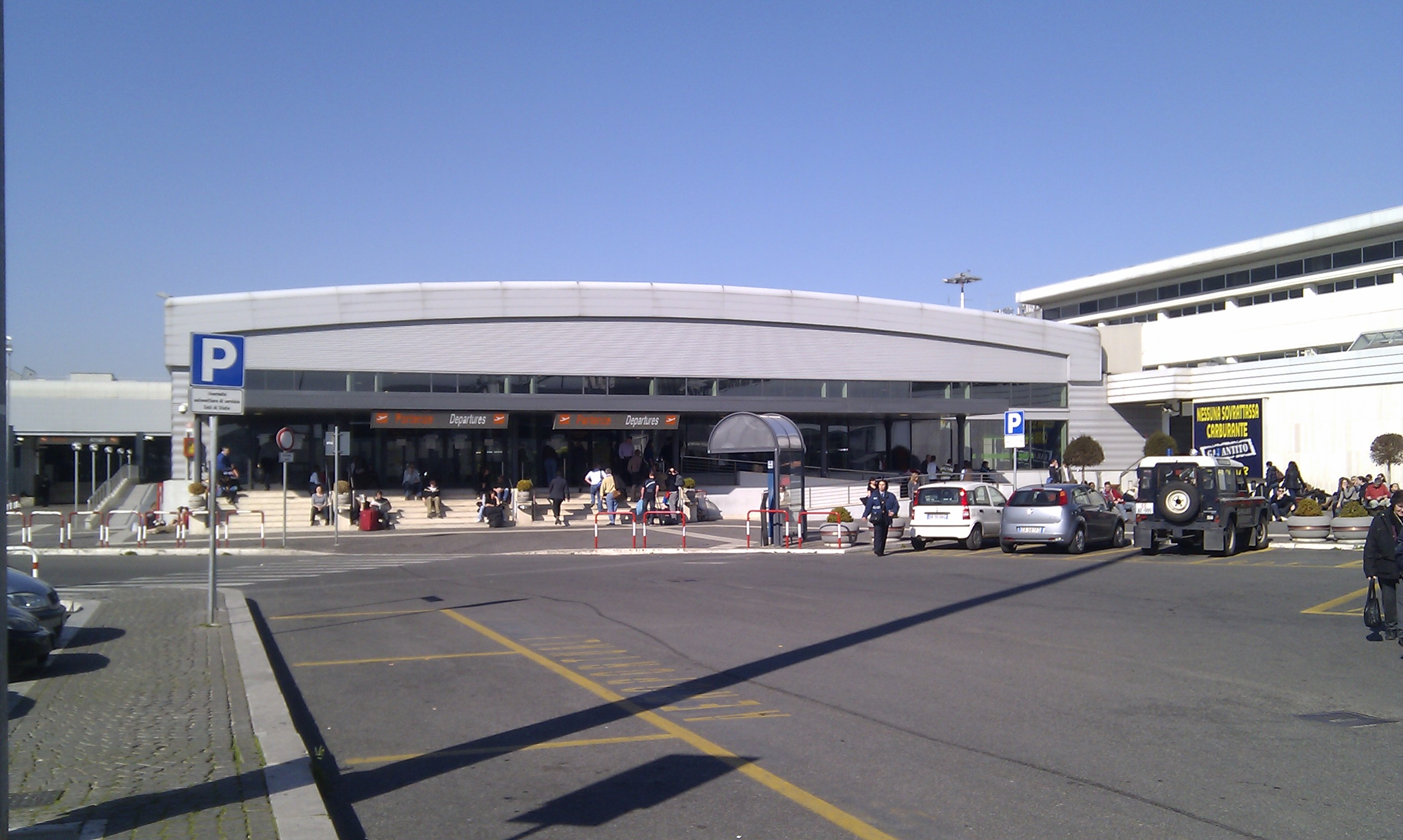
Термінал аеропорту Рим-Чампіно

Ватикан не є самостійним членом Міжнародної організації цивільної авіації (ICAO).

## Державне управління
Управління транспортною інфраструктурою Ватикану входить у відання Секретаріату в справах економіки Святого Престолу.

### Українською
- Атлас. 10-11 клас. Економічна і соціальна географія світу / упорядники :  О. Я. Скуратович, Н. І. Чанцева. — К. : ДНВП «Картографія», 2010. — ISBN 978-966-475-639-3.
- Атлас світу / голов. ред. І. С. Руденко ; зав. ред. В. В. Радченко ; відп. ред. О. В. Вакуленко. — К. : ДНВП «Картографія», 2005. — 336 с. — ISBN 9666315467.
- Безуглий В. В. Економічна і соціальна географія зарубіжних країн : Навчальний посібник. — К. : ВЦ «Академія», 2007. — 704 с. — ISBN 978-966-580-239-6.
- Безуглий В. В., Козинець С. В. Регіональна економічна і соціальна географія світу : Навчальний посібник. — видання 2-ге, доп., перероб. — К. : ВЦ «Академія», 2007. — 688 с. — ISBN 966-580-144-9.
- Дахно І. І. Країни світу: Енциклопедичний довідник / І. І. Дахно, С. М. Тимофієв. — К. : Мапа, 2011. — 606 с. — (Бібліотека нового українця) — ISBN 978-966-8804-23-6.
- Дахно І. І. Економічна географія зарубіжних країн : навчальний посібник. — К. : Центр учбової літератури, 2014. — 319 с. — ISBN 978-611-01-0682-5.
- Дорошенко В. І. Географія транспорту : Навчальний посібник / В. І. Дорошенко, К. Д. Діденко. — К. : Київський нац. ун-т ім. Т. Шевченка, 2010. — 183 с. — ISBN 978-966-439-329-1.
- Дубович І. А. Країнознавчий словник-довідник. — 5-те вид., перероб. і доп. — К. : Знання, 2008. — 839 с. — ISBN 978-966-346-330-8.
- Економічна і соціальна географія країн світу : Навчальний посібник / За ред. С. П. Кузика. — Л. : Світ, 2002. — 672 с. — ISBN 966-603-178-7.
- Зарубіжна транспортна географія : навчальний посібник / уклад. : Петрашевський О. Л. и др. — К. : Національний транспортний університет, 2015. — 95 с. — ISBN 978-966-632-227-5.
- Юрківський В. М. Регіональна економічна і соціальна географія. Зарубіжні країни : Підручник. — К. : Либідь, 2001. — 416 с. — ISBN 966-06-0092-5.

### Англійською
- (англ.) Modern Transport Geography / Hoyle, B. and R. Knowles (eds). — Second Edition,. — London : Wiley, 1998.
- (англ.) Rodrigue, J-P. The Geography of Transport Systems. — Fourth Edition. — N. Y. : Routledge, 2017. — 440 с. — ISBN 978-1138669574.
- (англ.) Taaffe E. J., Gauthier H. L. and O'Kelly M. E. Geography of transportation. — Second Edition. — N. Y. : Prentice Hall, 1996. — ISBN 0-13-368572-1.
- (англ.) Black, W. Transportation: A Geographical Analysis. — N. Y. : Guilford, 2003.

### Російською
- (рос.) Максаковский В. П. Географическая картина мира. Книга I: Общая характеристика мира. — М. : Дрофа, 2008. — 495 с. — ISBN 978-5-358-05275-8.
- (рос.) Максаковский В. П. Географическая картина мира. Книга II: Региональная характеристика мира. — М. : Дрофа, 2009. — 480 с. — ISBN 978-5-358-06280-1.
- (рос.) Физико-географический атлас мира. — М. : Академия наук СССР и главное управление геодезии и картографии ГГК СССР, 1964. — 298 с.
- (рос.) Шаповал Н. С. Транспортная география и транспортные системы мира : учебное пособие. — К. : Центр учбової літератури, 2006. — 188 с. — ISBN 000-0000-00-4.
- (рос.) Экономическая, социальная и политическая география мира. Регионы и страны / под ред. С. Б. Лаврова, Н. В. Каледина. — М. : Гардарики, 2002. — 928 с. — ISBN 5-8297-0039-5.
- (рос.) Энциклопедия стран мира / глав. ред. Н. А. Симония. — М. : НПО «Экономика» РАН, отделение общественных наук, 2004. — 1319 с. — ISBN 5-282-02318-0.